# Nintendo World Cup
Nintendo World Cup (熱血高校ドッジボール部 サッカー編?, Nekketsu Kōkō Dodgeball Bu: Soccer Hen) è un videogioco di calcio per NES e Game Boy.
È uno dei videogiochi della serie Kunio-kun.

## Modalità di gioco
Il gioco si basa vagamente sul Mondiale di Italia '90: bisogna però notare che Giappone (non ancora partecipante alla fase finale d'un mondiale) e Francia non vi si qualificarono, mentre il Camerun, una delle migliori sorprese di quel mondiale, viene relegato ad essere la squadra materasso del torneo.
Si inizia scegliendo una squadra (a scelta tra  Argentina,  Brasile,  Camerun,  Francia,  Germania Ovest,  Giappone,  Inghilterra,  Italia,  Messico,  Paesi Bassi,  Spagna,  Stati Uniti e  Unione Sovietica), sistemando poi in campo i giocatori. La formazione che gioca è: un portiere, due difensori, il capitano (controllato da chi gioca) e due attaccanti. Il totale è dunque di soli 6 giocatori in campo, con riserve ma senza sostituzioni (i giocatori che compongo la formazione vengono scelti prima dell'ingresso in campo). Ad aggiungere improbabilità al gioco, è l'inesistenza di qualunque regola riguardante i falli (e dunque anche punizioni, rigori e cartellini): si ha la totale libertà di "picchiare" l'avversario con una scivolata o una spallata (nonché i propri compagni di squadra - questa possibilità è assente nella versione Game Boy, a meno che nel momento di una spallata all'avversario nello stesso punto ci sia anche un compagno); inoltre, quando un giocatore è bersagliato frequentemente da interventi duri, facilmente rimarrà a lungo inanimato sul terreno di gioco dopo l'ennesima entrata subita.
In questo videogioco ci sono 4 tipi di terreno:
- Erba: Il campo è perfettamente mantenuto e curato come quello dei più famosi stadi.
- Sassi: I sassi presenti in questo campo possono interrompere temporaneamente il gioco.
- Sabbia: L’abbondante sabbia di questo campo rallenta la corsa dei giocatori.
- Ghiaccio: Una scivolosa lastra di ghiaccio sbatte il giocatore fuori del campo se contrastato.

I tipi di campo si susseguono nell’ordine sopracitato. Ogni partita è accompagnata da altrettante colonne sonore.
Per segnare un gol è possibile utilizzare trucchi diversi: si può segnare anche facendo una rovesciata impossibile da fermare. È inoltre previsto un tiro speciale, spettacolare ed imparabile.
Alla fine di ogni partita vinta viene visualizzata una password.
Il gioco termina se si finisce una partita con un pareggio o con una sconfitta.
Se si vince la finale la squadra si riunisce in una festa e al capitano viene consegnata la coppa.

## Serie
- Nintendo World Cup (1990)
- Kunio-kun no Nekketsu Soccer League (1993)
- River City Soccer Hooligans (2010)